# Otto Becker
Otto Becker (Aschaffenburg, 3 december 1958) is een Duits ruiter, die gespecialiseerd is in springen. Becker won tijdens de Wereldruiterspelen 1990 de zilveren medaille in de landenwedstrijd. Twee jaar later tijdens de Olympische Zomerspelen 1992 viel hij buiten de medailles. Tijdens de Olympische Zomerspelen 2000 behaalde Becker de gouden medaille in de landenwedstrijd. Vier jaar later won Becker wederom de landenwedstrijd maar toen werd bij het paard van Ludger Beerbaum doping aangetroffen en werden de resultaten van Beerbaum doorgehaald en daardoor zakte de Duitse ploeg van de gouden naar de bronzen medaille.

## Resultaten
- Wereldruiterspelen 1990 in Stockholm 5e individueel met Optiebeurs Pamina
- Wereldruiterspelen 1990 in Stockholm  landenwedstrijd springen met Optiebeurs Pamina
- Olympische Zomerspelen 1992 in Barcelona 50e individueel springen met Lucky Luke
- Olympische Zomerspelen 1992 in Barcelona 11e landenwedstrijd springen met Lucky Luke
- Olympische Zomerspelen 2000 in Sydney 4e individueel springen met Cento
- Olympische Zomerspelen 2000 in Sydney  landenwedstrijd springen met Cento
- Wereldruiterspelen 2002 in Jerez de la Frontera 7e individueel met Cento
- Wereldruiterspelen 2002 in Jerez de la Frontera 4e landenwedstrijd springen met Cento
- Olympische Zomerspelen 2004 in Athene 17e individueel springen met Cento
- Olympische Zomerspelen 2004 in Athene  landenwedstrijd springen met Cento

1912: Lewenhaupt, Kilman, von Rosen ·
1920: König, von Rosen, Norling ·
1924: Thelning, Ståhle, Lundström ·
1928: Navarro, Álvarez, García ·
1936: Hasse, von Barnekow, Brandt ·
1948: Mariles, Uriza, Valdés ·
1952: White, Stewart, Llewellyn ·
1956: Winkler, Thiedemann, Lütke-Westhues ·
1960: Winkler, Thiedemann, Schockemöhle ·
1964: Schridde, Jarasinski, Winkler ·
1968: Day, Gayford, Elder ·
1972: Ligges, Wiltfang, Steenken, Winkler ·
1976: Parot, Rozier, Roguet, Roche ·
1980: Tsjoekanov, Poganovsky, Asmaje, Korolkov ·
1984: Fargis, Homfeld, Burr Howard, Smith ·
1988: Beerbaum, Brinkmann, Hafemeister, Sloothaak ·
1992: Raijmakers, Romp, Tops, Lansink ·
1996: Sloothaak, Nieberg, Kirchhoff, Beerbaum ·
2000: Beerbaum, Nieberg, Ehning, Becker ·
2004: Wylde, Ward, Madden, Kappler ·
2008: Ward, Kraut, Simpson, Madden ·
2012: Skelton, Maher, Brash, Charles ·
2016: Rozier, Staut, Bost, Leprévost ·
2020: von Eckermann, Baryard-Johnsson, Fredricson ·
2024: Maher, Charles, Brash
- Gemeinsame Normdatei: 1034657976
- Virtual International Authority File: 300884476